# Trichosanthes densiflora
Trichosanthes densiflora är en gurkväxtart som beskrevs av Rugayah. Trichosanthes densiflora ingår i släktet Trichosanthes och familjen gurkväxter. Inga underarter finns listade i Catalogue of Life.